# Psilopleura dolens
Psilopleura dolens är en fjärilsart som beskrevs av William Schaus 1911. Psilopleura dolens ingår i släktet Psilopleura och familjen björnspinnare. Inga underarter finns listade.